# 宮地村 (熊本県八代郡)
宮地村（みやじむら）は、八代郡にかつてあった村である。

## 歴史
- 1876年 - 西宮地村と東宮地村が合併し宮地村が成立。
- 1889年4月1日 - 町村制が施行。宮地村、古麓村、猫谷村が合併して発足。
- 1955年4月1日 - 八代市に編入。

## 学校
- 宮地村立宮地小学校
- 宮地村立宮地中学校